# Дорога Наполеона
Дорога Наполеона — путь, который прошёл Наполеон I после побега с острова Эльба. Сейчас это 325-километровый участок французского национального маршрута N85 (фр.).

## История
Первое известие: «Корсиканское чудовище высадилось в бухте Жуан». Второе известие: «Людоед идет к Грассу». Третье известие: «Узурпатор вошел в Гренобль». Четвертое известие: «Бонапарт занял Лион». Пятое известие: «Наполеон приближается к Фонтенебло». Шестое известие: «Его императорское величество ожидается сегодня в своем верном Париже». Вся эта литературная гамма уместилась в одних и тех же газетах, при одной и той же редакции на протяжении нескольких дней.

### Наполеон
После высадки 1 марта 1815 года в бухте Гольф-Жюан с армией в 1200 человек Наполеон пошёл на Грас и прошёл до Альп по долине реки Дюранс. В то время дорога была труднопроходима в некоторых местах. Между Грасом и Динем дорога ещё не была построена, и армия императора прошла этот участок на мулах.

### XX век
В XX веке дорога была улучшена. Асфальт был положен в 1927 году. Название «Дорога Наполеона» маршрут получил в 1932 году. Выпускаются специальные почтовые карточки с картой «Дороги Наполеона» с указанием всех городов по маршруту. Возле озера Лаффре под Греноблем возле дороги установлен памятник Наполеону.

## Маршрут
Дорога Наполеона пролегает через следующие города:
- Антиб
- Грас
- Сен-Валье-де-Тье
- Кастеллан
- Динь-ле-Бен
- Систерон
- Гап
- Коль Байяр
- Корп
- Ла-Мюр
- Лаффре
- Гренобль